# Jaroslav Pospíšil (politik)
Ing. Jaroslav Pospíšil (* 1953, Krnov) je český politik Občanské demokratické strany. V letech 1994 až 2001 byl místostarostou Veselí nad Moravou, v letech 2000 až 2010 členem Rady Jihomoravského kraje.

## Život
Narodil se v roce 1953 v Krnově. Po maturitě na tamějším gymnáziu 4 roky pracoval jako závozník u dopravní společnosti. Potom vystudoval Hornicko-geologickou fakultu Vysoké školy báňské v Ostravě a s rodinou se odstěhoval do Veselí nad Moravou. Přijal zaměstnání u Železniční průmyslové stavební výroby v Uherském Ostrohu, kde měl na starosti přípravu výroby v podnikových kamenolomech. Odtud po 13 letech nastoupil do útvaru přípravy výroby ve stavebním podniku, kde pracoval zhruba 1 rok. Pak po volbách roku 1994 nastoupil do funkce místostarosty ve Veselí nad Moravou, kterou vykonával 7 let.

## Veřejné působení
V letech 2000-2004 byl členem Rady Jihomoravského kraje s kompetencemi v oblasti dopravní infrastruktury a dopravní obslužnosti. Tuto funkci obhájil ve volbách v roce 2004 i na další volební období.
Do této funkce byl opět zvolen na ustavujícím zasedání krajského zastupitelstva v listopadu 2008. Po rozpadu krajské koalice ČSSD a ODS v červnu 2010 na tuto funkci rezignoval. K lednu 2016 je uváděn jako ředitel odboru výkonu státní správy VII, Brno Ministerstva životního prostředí ČR.